# Eclipse Comics
Eclipse Comics fue una editorial estadounidense de cómics, una de varias editoriales independientes durante la década de 1980 y principios de la de 1990. En 1978 publicó la primera novela gráfica destinada al mercado recién creado de las tiendas especializadas en cómics. Fue una de los primeras en ofrecer regalías y propiedad de los derechos del creador y fue la primera compañía de cómics en publicar tarjetas coleccionables.

## Historia
La empresa fue fundada como Eclipse Enterprises por los hermanos Jan y Dean Mullaney en 1977. Eclipse publicó una de las primeras novela gráficas originales, y la primera que se vendió a través de la nueva «mercado directo» de las tiendas de cómics, Sabre: Slow Fade of an Endangered Species de Don McGregor y Paul Gulacy. Publicada en agosto de 1978, dio lugar a una serie derivada de 14 números para Eclipse.
McGregor continuó escribiendo dos novelas gráficas adicionales para Eclipse, cada una ambientada en la ciudad de Nueva York contemporánea y protagonizada por dos detectives privados interraciales, Ted Denning y Bob Rainier: Detectives, Inc.: A Remembrance of Threatening Green (1980), con el artista Marshall Rogers, y Detectives, Inc.: A Terror Of Dying Dreams (1985), con el artista Gene Colan, quien se convertiría en colaborador frecuente.
La compañía tuvo un éxito inicial con la revista de antología Eclipse y el cómic en color Eclipse Monthly, así como con la serie de detectives Ms. Tree de Max Allan Collins.
Los creadores cuyos primeros trabajos aparecieron en las publicaciones de Eclipse incluyen a Chuck Austen, Donna Barr, Dan Brereton, Chuck Dixon, James Hudnall, Scott McCloud, Peter Milligan, Tim Truman y Chris Ware. Los veteranos publicados por Eclipse incluyen a Steve Englehart, Don McGregor, Gene Colan y Mark Evanier. La compañía publicó la serie de Alan Moore Miracleman (cuyas historias se publicaron originalmente en el Reino Unido).

### Ubicaciones
A principios de la década de 1980, Eclipse se mudó varias veces: del 81 de Delaware Street, Staten Island, Nueva York al 295 de Austin Street, Columbia, Misuri; y luego a los pequeños pueblos de Guerneville, California y más tarde a Forestville, California en el Condado de Sonoma.

### Expansión
Comenzando en Misuri, Eclipse amplió sus operaciones bajo la dirección de la editora Cat Yronwode (quien estuvo casada con el cofundador de Eclipse Dean Mullaney de 1987 a 1993). Con Yronwode como editora en jefe durante un período de mayor atención a la forma de arte, Eclipse publicó muchas obras innovadoras y defendió los derechos de los creadores en un campo que en ese momento apenas los respetaba.
Durante el mandato de Yronwode, Eclipse publicó títulos de superhéroes que incluyen Miracleman de Alan Moore y Neil Gaiman, The Rocketeer de Dave Stevens , y Zot! de Scott McCloud. También publicó novelas gráficas con adaptaciones de óperas, como La flauta mágica de P. Craig Russell y literatura infantil como una adaptación de El Hobbit de J. R. R. Tolkien.
En 1985, Yronwode y la caricaturista Trina Robbins coescribieron el libro de Eclipse Mujeres y cómics, sobre la historia de las creadoras de tiras cómicas y cómics. Al ser el primer libro sobre este tema, su publicación fue cubierta por la prensa convencional además de la prensa de fanáticos.

### Tarjetas coleccionables
Durante la década de 1980, Eclipse presentó una nueva línea de cromos de no ficción y no deportivos, editada por Yronwode. Temas políticos controvertidos como el escándalo Irán-Contra, la crisis de ahorros y préstamos, la epidemia de SIDA y el asesinato de Kennedy, así como crímenes reales, relatos de asesinos en serie, asesinos en masa, la mafia estadounidense y el crimen organizado estaban cubiertos en estos juegos de cartas.

### Inundación de 1986
En febrero de 1986, Eclipse perdió la mayor parte de su inventario atrasado en una catastrófica inundación de Guerneville, que también sumergió las oficinas de la empresa.

### Acme Press
En 1988, Eclipse creó una nueva división, Eclipse International, ya que se asoció con la editorial independiente británica Acme Press para distribuir las historietas de Acme en el mercado estadounidense. Eclipse se había asociado previamente con Quality Communications de la editorial británica Dez Skinn cuando publicó Miracleman, conocido como Marvelman en el Reino Unido. Se incluyen aspectos destacados de la era Acme/Eclipse Power Comics, un título de superhéroes de cuatro números de los escritores Don Avenall y Norman Worker, con arte de Dave Gibbons y Brian Bolland. El título se publicó originalmente en Nigeria en 1975, y los nombres de los personajes del título se cambiaron de «Powerman» a «Powerbolt» para evitar confusiones con el personaje Luke Cage (también llamado «Power Man»). publicado por Marvel Comics. Otro título notable de la era Acme/Eclipse fue Aces, una antología en blanco y negro de cinco números de historias serializadas del género Jazz Age que se publicaron originalmente en Europa. Eclipse también distribuyó la antología de dos números de Acme Point Blank, que se promocionó como «Lo mejor del strip art europeo».
En 1989, Acme adquirió la licencia para los cómics de James Bond. Acme y Eclipse publicaron conjuntamente la adaptación oficial de la novela gráfica de Licence to Kill, con arte de Mike Grell, y luego publicó la serie de tres números de Grell James Bond: Permiso para morir, la primera historia en un cómic de James Bond no adaptada de un trabajo anterior, de 1989 a 1991. Eclipse también distribuyó la serie limitada de tres números de Acme, Steed and Mrs. Peel en 1990–1992, por creadores tan notables como Grant Morrison e Ian Gibson.
En 1990, Acme se asoció con Eclipse para lanzar The Complete Alec de Eddie Campbell, que recopila tres publicaciones anteriores de Alec: Alec (1984), Love and Beerglasses (1985) y Doggie in the Window (1986), junto con algún material inédito. La colección ganó el UK Comic Art Award de 1991 a la mejor colección de novelas gráficas.
El acuerdo de Eclipse con Acme duró hasta 1991.

### Viz Communications
En 1988, en asociación con Viz Communications y Studio Proteus, Eclipse publicó algunos de los primeros manga japoneses traducidos al inglés, como Area 88, Mai, the Psychic Girl, and The Legend of Kamui. Con el éxito de estos títulos, se amplió la línea de manga.

### Cierre
Las secuelas de la inundación de 1986, el divorcio de Mullaney e Yronwode en 1993 y la evolución a mediados de la década de 1990 del sistema de distribución del mercado directo hicieron que la empresa dejara de operar en 1994, y se declaró en bancarrota en 1995. Los derechos de propiedad intelectual de la empresa fueron adquiridos posteriormente por Todd McFarlane por un total de $25 000. Mullaney también atribuyó la desaparición de la empresa a un contrato problemático con la editorial de libros HarperCollins. La última publicación de Eclipse fue su catálogo de primavera de 1993, que fue una bibliografía completa de sus publicaciones.